# Mistrzostwa Świata w biegu 48-godzinnym 2025
Mistrzostwa Świata w biegu 48-godzinnym 2025 – zawody lekkoatletyczne, które odbyły się w dniach 30 maja–1 czerwca 2025 w Pabianicach, Polska.

## Medaliści
|                         | 1. miejsce                                       | Rezultat      | 2. miejsce                                             | Rezultat   | 3. miejsce                                         | Rezultat   |
| Mężczyźni indywidualnie | Matthieu Bonne                                   | 485,099 km RŚ | Bartosz Fudali                                         | 465,352 km | Andrzej Piotrowski                                 | 446,525 km |
| Mężczyźni drużynowo     | Polska 1. Bartosz Fudali · 2. Andrzej Piotrowski | 911,877 km    | Dania 1. Jakob Larni Nielsen · 2. Søren Møller         | 703,276 km | Słowenia 1. Luka Videtic · 2. Mirko Bogomir Miklic | 695,524 km |
| Kobiety indywidualnie   | Patrycja Bereznowska                             | 436,371 km RŚ | Stine Rex                                              | 406,458 km | Katja Lykke Tonstad                                | 404,733 km |
| Kobiety drużynowo       | Dania 1. Stine Rex · 2. Katja Lykke Tonstad      | 811,192 km    | Polska 1. Patrycja Bereznowska · 2. Magdalena Superson | 780,514 km | Niemcy 1. Andrea Mehner · 2. Simone Durry          | 607,742 km |